# Michael Sablatnik
Michael Sablatnik (ur. 19 marca 1986) – austriacki narciarz alpejski, złoty medalista mistrzostw świata juniorów.

## Kariera
Po raz pierwszy na arenie międzynarodowej Michael Sablatnik pojawił się 24 listopada 2001 roku, kiedy w zawodach FIS Race w gigancie w Jerzens zajął 72. miejsce. W 2004 roku wystartował na mistrzostwach świata juniorów w Mariborze, gdzie jego najlepszym wynikiem było 42. miejsce w supergigancie. Jeszcze dwukrotnie startował na imprezach tego cyklu, największy sukces osiągając podczas mistrzostw świata juniorów w Québecu, gdzie zwyciężył w tej samej konkurencji. W zawodach tych wyprzedził Słoweńca Gašpera Markicia i Andrew Weibrechta z USA.
W zawodach Pucharu Świata zadebiutował 16 marca 2006 roku w Åre, gdzie zajął dziewiętnaste miejsce w supergigancie. Był to jego jedyny start w zawodach pucharowych. W klasyfikacji generalnej sezonie 2005/2006 zajął ostatecznie 148. miejsce. Nigdy nie wystartował na mistrzostwach świata ani igrzyskach olimpijskich. W 2003 roku zwyciężył w slalomie równoległym na olimpijskim festiwalu młodzieży Europy w Bledzie, a sześć lat później zdobył srebrny medal w zjeździe podczas zimowej uniwersjady w Harbinie. W marcu 2009 roku zakończył karierę.

## Osiągnięcia

### Mistrzostwa świata juniorów
| Miejsce | Dzień     | Rok  | Miejscowość  | Konkurencja | Czas biegu  | Strata  | Zwycięzca        |
| ------- | --------- | ---- | ------------ | ----------- | ----------- | ------- | ---------------- |
| 42.     | 12 lutego | 2004 | Maribor      | Supergigant | 1:17,49 min | +3,22 s | Hans Olsson      |
| 48.     | 13 lutego | 2004 | Maribor      | Gigant      | 2:17,40 min | +6,56 s | Jeffrey Harrison |
| DSQ2    | 14 lutego | 2004 | Maribor      | Slalom      | 1:33,33 min | –       | Raphael Fässler  |
| 22.     | 23 lutego | 2005 | Bardonecchia | Zjazd       | 1:25,58 min | +2,20 s | Rok Perko        |
| 14.     | 25 lutego | 2005 | Bardonecchia | Supergigant | 1:25,20 min | +2,47 s | Michael Gmeiner  |
| 16.     | 27 lutego | 2005 | Bardonecchia | Gigant      | 2:10,28 min | +1,67 s | Michael Gmeiner  |
| 1.      | 4 marca   | 2006 | Québec       | Supergigant | 1:11,81 min | –       | –                |
| DNF1    | 5 marca   | 2006 | Québec       | Slalom      | 1:32,98 min | –       | Mikkel Bjørge    |
| 19.     | 6 marca   | 2006 | Québec       | Gigant      | 2:20,50 min | +3,35 s | Stefan Guay      |

### Puchar Świata

#### Miejsca w klasyfikacji generalnej
- sezon 2005/2006: 148.

#### Miejsca na podium w zawodach
Sablatnik nigdy nie stanął na podium zawodów PŚ.